# Anne-Françoise de Fougeret
Anne-Françoise de Fougeret, née Doutremont en 1745 à Paris et morte le 13 novembre 1813, est une philanthrope française, créatrice, en 1784, de la Société de charité maternelle.

## Biographie
Anne Françoise Doutremont est la fille d'Anselme Joseph Doutremont, écuyer, seigneur de Minières, avocat au Parlement, secrétaire du cabinet de sa majesté polonaise le duc de Lorraine et de Bar, Roi de Pologne,,, administrateur de l'Hôpital général, et de Catherine Aubry.
Elle accompagne fréquemment son père dans ses visites à l'Hôpital des enfants trouvés, et en reste impressionnée par le grand nombre d'enfants abandonnés en bas âge à cet hôpital et par les médiocres conditions dans lesquelles ils sont pris en charge.
En 1784, elle propose à la direction de l'Hôpital de recruter des nourrices  pour quelques uns des enfants pensionnaires, qui seraient nourris au lait de vache. Les résultats de cette tentative furent encourageants mais insuffisants, aussi eut elle l'idée de favoriser l'usage du lait maternel pour la nourriture des enfants, ce qui supposait une organisation plus complexe et donc plus de moyens. À cet effet, elle sollicita la duchesse de Cossé, née Marie Gabrielle Félicité Molé, qui, à la suite de sa mère, la présidente Molé, était la supérieure honoraire des Enfants trouvés. Le soutien de la duchesse de Cossé lui assure celui de nombreuses autres dames de la Cour et lui permet de mettre en place l'organisme auquel elle donne le nom de Société de Charité maternelle. Cette organisation se limite, au départ, à la ville de Paris, partagée en 15 départements, gérés par 29 administratrices, sous la coordination d'un comité d'organisation. L'époux d'Anne-Françoise de Fougeret, Jean de Fougeret, receveur général des finances, étant membre de la Société Philanthropique, la Société de Charité maternelle s'inspire de celle-ci.
Le Roi Louis XVI, la reine Marie-Antoinette, la famille royale, notamment, contribuent à financer cette œuvre ; la Reine Marie-Antoinette accepte d'en prendre le titre de présidente d'honneur et de fondatrice honoraire, avec lequel elle préside la première réunion du conseil de la société, le 4 janvier 1790 au Palais des Tuileries.
La Société de Charité maternelle constitue une innovation pour l'époque, en matière d'assistance sociale, par son encadrement exclusivement laïc et féminin.
Cette société reste active, malgré les difficultés politiques, jusqu'à la Terreur, où la plupart de ses intervenantes finissent par être empêchées dans leurs activités, les unes par la ruine ou l'emprisonnement, les autres par la mort,. Jean- de Fougeret est arrêté le 8 septembre 1793 et incarcéré dans l'ancien couvent des Madelonnettes, son épouse et trois de leurs filles sont arrêtées le 18 novembre 1793 et incarcérées dans l'ancienne abbaye de Port-Royal, rebaptisée Port-Libre.
Jean de Fougeret est guillotiné le 12 mai 1794. À la suite de la chute de Robespierre, son épouse et ses filles sont libérées en octobre 1794. Elles se retirent dans leur château de La Motte, à Châteaurenard, qu'elles vendront en 1807.
Atteinte de paralysie à la fin de sa vie, Anne-Françoise de Fougeret meurt à Paris, rue de Vendôme (ancien 6e arrondissement de Paris, actuelle rue Béranger à Paris 3e) le 13 novembre 1813. Le Moniteur Universel publia sa nécrologie dans son numéro du 11 décembre 1813.

### Mariage et descendance
Anne-Françoise Doutremont épouse par contrat passé le 25 juillet 1762 devant Charlier, notaire à Paris, Jean de Fougeret, écuyer, seigneur de Châteaurenard, régisseur des droits rétablis, receveur général des Finances de Franche-Comté (Paris, paroisse Saint-Paul 17 mars 1734 - guillotiné à Paris, 13 mai 1794), fils de Jean-Pierre de Fougeret, seigneur de Châteaurenard, Fermier des droits rétablis, puis sous-fermier des aides, et de Marie Angélique Puzos,. Dont cinq enfants :
- Raoul de Fougeret († à l'âge de 7 ans)
- Anne-Marie svElisa de Fougeret, émigrée avec son époux de 1791 à 1797, auteur de Souvenirs d'émigration, livre publié en 1934 (Paris, paroisse Saint André des Arts, 23 janvier 1768 - 1846), mariée à Paris, paroisse Saint-Paul le 29 mai 1786 avec Louis Marie Pomponne Pinson de Ménerville, président à la Cour des Aides de Paris, conseiller à la Cour de Cassation (1815), chevalier de la Légion d'honneur (1755-1841), dont postérité ;
- Françoise Anne Marie de Fougeret (Paris, 22 mars 1770 - Fontainebleau, 9 décembre 1852), mariée en 1796 avec Gaetan Dupont, conseiller d'Etat, intendant général de la Marine à Toulon (1760-1817), dont postérité ;
- Angélique Élisabeth de Fougeret,sv, participe à la Société de Charité maternelle créée par sa mère et rétablie sous le 1er Empire, elle contribue aussi, dans les années 1820 à la création des Asiles de l'Enfance, avec Adélaïde de Pastoret, Mme Gautier-Delessert et Mme Jules Mallet[12],[13]. Elle est l'auteur de plusieurs ouvrages littéraires et de Rescapés de thermidor, livre de souvenirs publié en 1975 (Paris, 1772 - Fossoy, 11 avril 1851), mariée en 1795 avec Louis Urbain de Maussion, officier de marine, recteur de l'Académie d'Amiens (1808-1815) , préfet de la Meuse (juillet 1815- août 1817), membre du conseil royal de l'Instruction publique (1822-1830), chevalier de Saint-Louis ((1763-1831), dont postérité ;
- Charlotte Catherine de Fougeret (1776-1833), mariée en 1798 avec Philippe Rilliet, banquier (1757-1845), dont postérité[14].